# 처녀자리 성류
처녀자리 성류(영어: Virgo stellar stream)는 2005년에 처녀자리에서 발견된 성류로, 처녀자리 과밀도(영어: Virgo overdensity)로도 알려져 있기도 하다. 이 성류는 우리 은하와 병합 과정에 있는 왜소구형은하의 잔해로 추정된다. 이는 밤하늘 전체를 뒤덮는다는 면에서 지구에서 관측 가능한 가장 큰 은하이다.
처녀자리 성류는 슬론 디지털 전천 탐사의 사진 자료를 통해 만든 우리 은하의 삼차원 지도에서 특정 유형의 별들의 색깔과 밝기를 통한 거리 추정(측광시차법)으로 발견되었다. 처녀자리의 새로운 은하에 대한 최초의 주장은 2001년에, 거문고자리 RR형 변광성을 찾기 위해 베네수엘라의 를라노 델 하토 국립 천문 관측소의 직경 1.0 미터의 슈미트 망원경을 이용한 QUEST 탐사의 일환으로 얻은 자료를 통해 제시되었다. 적경 12.4 시 부근에서 다섯 개의 별이 무더기로 발견되었는데, 천문학자들은 이 무더기가 우리 은하에게 "잡아먹히고 있는" 작은 은하의 일부분일 것으로 추측하였다.
처녀자리 성류는 하늘에서 100 제곱도 이상, 최대 1,000 제곱도(천구의 반구의 약 5%, 또는 보름달의 겉보기 면적의 약 5,000 배)에 이를 정도로 방대한 영역을 덮는다. 성류는 태양계와 가까워 입체각 상당히 큼에도 불구하고 단 수십만 개의 별들만을 포함하고 있다. 32.5 등급/arcmin2만큼 낮은 은하의 표면 밝기로 인해 SDSS의 탐사 이전까지 이 성류는 발견되지 못하였다. 처녀자리 성류에 포함된 별들의 개수는 한 개의 성단을 크게 웃돌지 않으며, 성류를 발견한 연구단의 일원은 이를 우리 은하에 비해 "매우 불쌍한 은하"로 표현하였다. 대부분의 별들은 수 세기 동안 알려져 왔으며 우리 은하의 평범한 별으로 여겨졌다. 이들이 우리 은하에 있는 평범한 항성종족 1형의 별보다 낮은 중원소함량을 가지고 있긴 해도 말이다.
처녀자리 성류는 우리 은하 내부에 위치해 있는데, 태양으로부터 약 10 킬로파섹 (약 30,000 광년) 떨어져 있으며 삼차원적으로 적어도 약 10 킬로파섹 이상의 뻗어 있다. 또 하늘에서 궁수자리 왜소타원은하와 가까이 있기도 하다. 궁수자리 왜소타원은하는 비슷하게 1994년에 항성 탐사의 사진 분석을 통해 발견되었다. 또 처녀자리 성류와 마찬가지로 우리 은하와 병합 과정에 있는 작은 은하이기도 하다. 그러나 성류보다 거의 4배 정도 멀리 떨어져 있기 때문에, 둘은 물리적으로 상관성이 없다. 궁수자리 왜소타원은하가 우리 은하 주변을 공전하면서 파괴되어 남긴 잔해가 처녀자리 성류일 수도 있긴 해도 말이다. 또 처녀자리 성류는 마찬가지로 우리 은하와 병합 중인 큰개자리 왜소은하가 남긴, 2002년에 발견된 외뿔소자리 고리와 유사하다.

## 같이 보기
- 국부 은하군
- 가까운 은하 목록